# Capitaine Swing
Pour plus de détails, voir Fiche technique et Distribution.
Capitaine Swing (titre original : Captain Lash) est un film  muet réalisé par John G. Blystone, produit et distribué par Fox Film Corporation avec Victor McLaglen et Claire Windsor. Le scénario a été écrit par Daniel G. Tomlinson. Le film est sorti accompagné d'une partition musicale et avec une piste d'effets sonores.

## Synopsis
Lash est le chef chauffeur de charbon sur un bateau à vapeur. Il attire en quelque sorte l'attention de la passagère Cora Nevins. Celle-ci est en fait une voleuse de bijoux qui a dérobée des diamants au riche passager Arthur Condrax. Elle a besoin de Lash pour l'aider à se faufiler à terre lors d'une escale à Singapour…

## Fiche technique
- Scénario : Andrew Bennison, Laura Haase, Daniel G. Tomlinson, John Stone
- Photographie : Conrad Wells
- Montage : James K. McGuinness

## Distribution
- Victor McLaglen : le capitaine Lash
- Claire Windsor : Cora Nevins
- Jane Winton : Babe
- Clyde Cook : Cocky
- Arthur Stone : Gentleman Eddie
- Albert Conti : Alex Condrax
- Jean Laverty : Queen
- Frank Hagney : Bull Hawks
- Boris Charsky : le serviteur de Condax